# Xanthorhoe integrata
Xanthorhoe integrata là một loài bướm đêm trong họ Geometridae.